# Naturschutzgebiet Voßnacken
Das Naturschutzgebiet Voßnacken (teilweise auch Vossnacken geschrieben) ist ein knapp 20 ha großes Naturschutzgebiet im Nordosten der nordrhein-westfälischen Großstadt Herne. 
Das Gebiet ist sehr unregelmäßig begrenzt. Die größte Ausdehnung in Nordsüdrichtung beträgt etwa 500 Meter von der Brücke der Emschertalbahn über die Straße Voßnacken bis zum südlichsten Punkt nördlich der Castroper Straße mittig zwischen Voßnacken und der Brücke über den Sodinger Bach. In Westostrichtung sind es etwa 850 Meter vom Sodinger Bach bis zur Dorfstraße zwischen Belmers Busch und dem Damm der Emschertalbahn. Nördlich schließt sich ein Landschaftsschutzgebiet bis zum Bogen der Emschertalbahn an. Von West nach Ost quer durch das Gebiet verläuft ein ehemaliger Damm im früheren Verlauf der Emschertalbahn von der heutigen Hunbergstraße bis zum Haltepunkt Börnig.
Die Einrichtung des Naturschutzgebietes erfolgte, um die feuchten bis nassen Waldgebiete zu erhalten, die teilweise sehr alte Buchen und die Lebensstätten gefährdeter Amphibien-, Insekten- und Vogelarten beherbergen.
Durch Bergsenkungen hat sich ein Feuchtbiotop gebildet, in dessen tiefstem Bereich sich ein etwa dreieinhalbtausend Quadratmeter großer See befindet.
Das nördlich liegende Landschaftsschutzgebiet wird zum größeren Teil landwirtschaftlich genutzt. Entlang dem Sodinger Bach verlaufen Wirtschaftswege, ein weiterer Teil liegt brach und ist von Wald bestanden. Die Straße Voßnacken, die früher die Josefinenstraße über die Köln-Mindener Bahnstrecke und unter der Emschertalbahn hindurch mit der Castroper Straße verband, ist von der Castroper Straße her zur Sackgasse gemacht worden. Die frühere Straßenbrücke über die Köln-Mindener Bahnstrecke ist durch eine Gehwegbrücke ersetzt, Autoverkehr findet daher im Naturschutzgebiet nicht mehr statt. 